# メフディ・タガビ
メフディ・タガビ・ケルマニ (ペルシア語: مهدى تقوى كرمانى, ラテン文字転写: Mehdi Taghavi, 1987年2月20日 - ) は、イランのレスリング選手。マーザンダラーン州サヴァドクーフ郡出身。

## 実績
- 世界選手権
  - 優勝 2009年
  - 優勝 2011年
- アジア競技大会
  - 2位 2010年
- アジア選手権
  - 1位 2009年
  - 1位 2012年
  - 3位 2007年